# پایوان-هون-کیا-پی (آریزونا)
پایوان-هون-کیا-پی (به انگلیسی: Pivahn-hon-kya-pi) یک منطقهٔ مسکونی در ایالات متحده آمریکا است که در آریزونا واقع شده است. پایوان-هون-کیا-پی ۱٬۸۵۸ متر بالاتر از سطح دریا واقع شده است.